# Pápua Új-Guinea az olimpiai játékokon
Pápua Új-Guinea első alkalommal 1976-ban vett részt az olimpiai játékokon, és azóta minden nyári sportünnepen jelen volt, kivéve amikor csatlakozott az Amerikai Egyesült Államok vezette 1980-as bojkotthoz. Pápua Új-Guinea még nem vett részt a téli olimpiai játékokon, és sportolói még nem nyertek olimpiai érmet.
A Pápua Új-guineai Sportszövetség és Olimpiai Bizottságot 1973-ban alapították, és a NOB 1974-ben vette fel tagjai közé.